# Żółty nadolbrzym
Żółty nadolbrzym – gwiazda, nadolbrzym typu widmowego F lub G. Gwiazdy te zwykle mają masę od 15 do 20 mas Słońca.
Podobnie jak inne nadolbrzymy są to stare gwiazdy. Są one najczęściej w dość niestabilnej fazie przejściowej, prowadzącej zwykle dość szybko do przekształcenia w błękitnego lub czerwonego nadolbrzyma – w zależności od zawartości pierwiastków uczestniczących w przemianach jądrowych w jądrach tych gwiazd. Do tej pory uważa się, że tylko nieliczne nadolbrzymy mogą spędzić dość długi czas w tej przejściowej fazie żółtego nadolbrzyma.
Gwiazdy te mogą w rzadkich przypadkach wybuchać jako supernowe. Dotychczas zaobserwowano tylko kilka takich supernowych; najczęściej nadolbrzymy wybuchają jako supernowe, gdy są w fazie błękitnego nadolbrzyma (czyli gorętsze) lub w fazie czerwonego nadolbrzyma (czyli chłodniejsze).